# Como Vivem os Bravos
Como Vivem os Bravos é um filme brasileiro do gênero Nordestern, que teve avant première em exibição aberta ao público no encerramento do 2º Festival de Cinema de Palmácia, no dia 21 de dezembro de 2019. Sua pré-estreia ocorreu em sessão gratuita no dia 18 de fevereiro de 2020, no Cineteatro São Luiz  - equipamento da Secretaria da Cultura do Estado do Ceará - e foi prestigiado por espectadores das cidades de Fortaleza, Palmácia e Caridade.
Gravado com recursos limitados, sem apoio de leis de incentivo, editais ou patrocínios, o filme foi possível através de parcerias e da colaboração de diversos atores e técnicos. Ambientado em Palmácia, com o apoio logístico da prefeitura e protagonizado por palmacianos, as gravações, na sua maioria, foram realizadas em 2017 no Sítio Olival e noutras regiões do município. Em 2018 retomou as filmagens na Fazenda Pinhão, onde estão localizados os estúdios da StoryKnight Audiovisual Entertainment Enterprise, no município de Quixeramobim/CE, e no Sítio Jardim do Éden, em Icapuí/CE, nos estúdios do Instituto Icapuí Filmes. Em 2019, encerrou a produção na Fazenda Serrote do município de Caridade/CE, contando com o apoio logístico da Prefeitura Municipal.
O longa é o segundo capítulo de uma trilogia cinematográfica sem diálogos sobre a saga do cangaceiro Alfinete e do pistoleiro Mumbaca, sendo precedido por Onde Nascem os Bravos (2017) e finalizando em Quando Morrem os Bravos, previsto para ser lançado em 2025.

## Sinopse
Após anos encarcerados e atuarem numa fuga intrigante da Força Volante, o ex-soldado da polícia Mumbaca e o cangaceiro Alfinete, unem-se para confrontar um espiral de situações que aventuram bandoleiros dos quatro cantos do Nordeste em busca de vingança, onde todos serão atraídos para uma armadilha idealizada por um novo inimigo: o famigerado Goteiro.[carece de fontes?]

## Elenco
| Ator/Atriz        | Personagem |
| ----------------- | ---------- |
| Daniell Abrew     | Mumbaca    |
| Camilo Vidal      | Alfinete   |
| Karine Ogunté     | Caçadora   |
| Natane Barbosa    | Rendeira   |
| Ipiranga Neto     | Índio      |
| Adeilton Silva    | Soldado    |
| Dinho Farias      | Vaqueiro   |
| Will Lima         | Beato      |
| Cristiano Sorriso | Escravo    |
| Raimundo Nonato   | Coronel    |
| Gabriel Uchôa     | Trovador   |